# Dicranomyia goritiensis
Dicranomyia goritiensis är en tvåvingeart som först beskrevs av Josef Mik 1864.  Dicranomyia goritiensis ingår i släktet Dicranomyia och familjen småharkrankar. Inga underarter finns listade i Catalogue of Life.